# Guillaume Ier de Dampierre
Pour les articles homonymes, voir Guillaume de Dampierre et Guillaume Ier.
Guillaume Ier de Dampierre (né vers 1130, † vers 1174) est seigneur de Dampierre, de Saint-Dizier, de Moëslains et de Saint-Just, connétable de Champagne et vicomte de Troyes au milieu du XIIe siècle. Il est le fils de Guy Ier de Dampierre, seigneur de Dampierre, et d'Helvide de Baudément.

## Biographie
À la mort de son frère aîné Anséric de Dampierre, probablement mort jeune, il devient l’héritier de son père.
Du vivant de son père, il reçoit en apanage la seigneurie de Moëslains, probablement le fief ancestral de sa famille, et signe dans les chartes avec le nom de Guillaume  de Moëslains. Cette pratique était relativement courante à l'époque et permettait à un fils d'avoir un revenu du vivant de ses parents et d'acquérir l'expérience dans l'administration d'un fief.
En 1152, il est nommé grand bouteiller de Champagne par le comte Henri Ier.
Il fait partie des proches de ce comte, participe activement à sa cour et est le témoin d'un grand nombre de ses chartes.
En 1165, Guillaume IV de Nevers, comte de Nevers, d'Auxerre et de Tonnerre, ravage l'abbaye de Vézelay. Alors que le roi de France commence à rassembler l'ost, le comte Guillaume, effrayé, choisi Guillaume de Dampierre pour transmettre sa soumission au roi.
Vers 1167, il part en pèlerinage à Jérusalem où il visite les lieux saints.
En 1168, il fonde le prieuré de Macheret, de l'ordre de Grandmont, avec Hugues III de Plancy et l'approbation du comte de Champagne Henri Ier le Libéral.
Vers 1170, il reçoit le titre de connétable de Champagne après la mort de son précédent détenteur Eudes de Pougy. Bien que ce titre ne soit pas héréditaire, son fils en bénéficiera également après sa mort.

## Mariage et enfants
Vers 1155, il épouse Ermengarde de Toucy,, dame de Champlay, fille d'Ithier III, seigneur de Toucy, et d'Élisabeth de Joigny, dont il a cinq enfants :
- Gui de Dampierre († en 1216), qui succède à son père ;
- Milon de Dampierre († après mars 1228), cité dans des chartes de 1172, 1189 et 1227 ;
- Helvide de Dampierre († après 1224), qui épouse Jean de Montmirail, dit le Bienheureux, seigneur de Montmirail et de La Ferté-Gaucher, vicomte de Meaux et connétable de France, fils de André de Montmirail et d'Hildiarde d'Oisy, vicomtesse de Meaux, dont elle a six enfants ;
- Elisabeth de Dampierre († après mars 1228), qui épouse Geoffroy Ier d'Aspremont, fils de Gobert V, seigneur d’Aspremont, et d'Ida de Chiny, dont elle a quatre enfants (dont Jean d'Apremont qui fut évêque de Verdun puis de Metz et le bienheureux Gobert d'Aspremont) ;
- Odette de Dampierre († en 1212), qui épouse Jean II de Thourotte, châtelain de Thourotte et Noyon, fils de Jean Ier de Thourotte, châtelain de Thourotte et Noyon et d'Alix de Dreux, dont elle a neuf enfants.

Guillaume de Dampierre et Ermengarde de Toucy se séparent avant 1172. Il est possible qu'il se soit remarié par la suite, même si le nom de cette hypothétique épouse est inconnu. Quant à Ermangarde, elle épouse en secondes noces Dreux IV de Mello.
Toutefois, certains historiens pensent que l'épouse de Guillaume de Dampierre est Ermengarde de Mouchy, fille de Dreux III de Mouchy et d'Edith de Warenne, et qu'elle aurait épousé en secondes noces Dreux IV de Mello, seigneur de Saint-Bris et connétable de France, mais cette hypothèse parait légèrement moins crédible.